# Crucificação de Jesus
A crucificação de Jesus foi um evento que ocorreu, provavelmente, entre o ano 30 d.C. e 33 d.C. Jesus, que os cristãos acreditam ser o Filho de Deus e também o Messias, foi preso, julgado pelo Sinédrio e condenado por Pôncio Pilatos a ser flagelado e finalmente executado na cruz. Coletivamente chamados de Paixão, o sofrimento e morte de Jesus representam aspectos centrais da teologia cristã, incluindo as doutrinas da salvação e da expiação.
A crucificação de Jesus está descrita nos quatro evangelhos canônicos, foi atestada por outras fontes antigas e está firmemente estabelecida como um evento histórico confirmado por fontes não cristãs, embora não haja consenso entre historiadores sobre os detalhes. Os cristãos acreditam que o sofrimento de Jesus foi previsto na Bíblia hebraica, como no salmo 22 e nos cânticos de Isaías sobre o servo sofredor. De acordo com uma harmonia evangélica, Jesus foi preso no Getsêmani após a Última Ceia com os doze apóstolos e foi julgado pelo Sinédrio, por Pilatos e por Herodes Antipas antes de ser entregue para execução. Após ter sido chicoteado, Jesus recebeu dos soldados romanos, como zombaria, o título de "Rei dos Judeus", foi vestido com um robe púrpura (a cor imperial), uma coroa de espinhos, foi surrado e cuspido. Finalmente, Jesus carregou a cruz em direção ao local de sua execução.
Uma vez no Gólgota, Jesus recebeu vinho (ou vinagre) misturado com mirra ou fel para beber (Marcos 15:22,23; Mateus 27:33,34). Os evangelhos de Mateus e Marcos relatam que ele se recusou a beber. Ele então foi pregado à cruz, que foi erguida entre a de dois ladrões condenados. De acordo com Marcos 15:25, ele resistiu ao tormento por aproximadamente seis horas, da hora terça (aproximadamente 9 da manhã) até a sua morte (Marcos 15:34–37), na hora nona (três da tarde). É importante observar que Marcos utilizam o sistema judaico de medição de horas, considerando o nascer e por do sol, a nona hora responderia pelas 15 horas, João utilizava o sistema Romano, mesmo sistema adotado nos dias de hoje, fazendo concordância com os outros evangelhos. Os soldados afixaram uma tabuleta acima de sua cabeça que dizia "Jesus de Nazaré, Rei dos Judeus" em três línguas hebraico, grego e latim ("INRI" em latim), dividiram entre si as suas roupas e tiraram a sorte para ver quem ficaria com o robe. Eles não quebraram as pernas de Jesus como fizeram com os outros dois crucificados (o ato acelerava a morte), pois Jesus já estava morto. Cada evangelho tem o seu próprio relato sobre as últimas palavras de Jesus (sete frases ao todo). Nos evangelhos sinóticos, vários eventos sobrenaturais acompanharam toda a crucificação, incluindo uma escuridão, um terremoto e, em Mateus, a ressurreição de santos. Após a morte de Jesus, seu corpo foi retirado da cruz por José de Arimateia com a ajuda de Nicodemos e enterrado num túmulo escavado na rocha. De acordo com os evangelhos, Jesus então voltou da morte dois dias depois (o "terceiro dia").
Os cristãos tradicionalmente entendem a morte de Jesus na cruz como sendo um sacrifício proposital e consciente (dado que Jesus não tentou se defender em seus julgamentos), realizado por ele na figura de "agente de Deus" para redimir os pecados da humanidade e tornar a salvação possível. A maior parte dos cristãos proclamam este sacrifício através do pão e do vinho na Eucaristia, uma lembrança da Última Ceia, e muitos também comemoram o evento na Sexta-Feira Santa anualmente.

## Relatos sobre a crucificação
Os estudiosos modernos consideram o batismo de Jesus e a sua crucificação como sendo dois fatos historicamente certos sobre ele. James Dunn afirma que estes "dois fatos na vida de Jesus detém hoje uma concordância quase universal" e "figuram bem alto na escala do 'quase impossível duvidar ou negar' dos fatos históricos" que eles são geralmente os pontos de partida para o estudo do Jesus histórico. Bart Ehrman afirma que a crucificação por ordem de Pôncio Pilatos é o elemento mais certo que sabemos sobre ele. John Dominic Crossan afirma que a crucificação de Jesus é tão certa quanto um fato histórico pode ser. Eddy e Boyd afirmam que está atualmente "firmemente estabelecido" que existe confirmação por fontes não cristãs sobre a crucificação de Jesus.
Craig Blomberg afirma que a maioria dos acadêmicos na terceira busca pelo Jesus histórico consideram a crucificação indisputável. Ainda que os estudiosos concordem na historicidade da crucificação, eles discordam sobre as razões e sobre o contexto em que ela se insere, por exemplo E. P. Sanders e Paula Fredriksen defendem a historicidade da crucificação, mas argumentam que ele não a teria previsto e que a sua profecia sobre sua morte é uma história cristã. Christopher M. Tuckett afirma que, embora as razões exatas para a morte de Jesus sejam difíceis de determinar, um dos fatos inquestionáveis sobre ele é que ele foi crucificado. Geza Vermes também entende que a crucificação é um evento histórico, mas apresenta sua própria explicação e contexto para ela.
John P. Meier enxerga a crucificação de Jesus como um fato histórico e afirma, baseado no "critério do embaraço", que os cristãos não teriam inventado uma morte sofrida do seu líder. Meier afirma ainda que diversos outros critérios, como da "múltipla atestação" (a confirmação por mais de uma fonte), o "critério da coerência" (o evento se encaixa corretamente em outros eventos históricos) e o "critério da rejeição" (o evento não foi contestado por fontes antigas) ajudam a estabelecer a crucificação de Jesus como um evento histórico.
Embora quase todas as fontes antigas sobre a crucificação sejam literárias, a descoberta arqueológica de 1968, a nordeste de Jerusalém, do corpo de um homem crucificado no século I nos deu boas evidências confirmatórias sobre os relatos evangélicos da crucificação. O homem foi identificado como sendo Yohan Ben Ha'galgol e morreu por volta de 70 d.C., por volta da época da revolta judaica contra Roma. As análises na "Hadassah Medical School" estimaram que ele morreu com quase trinta anos. Estes estudos também mostraram que ele foi crucificado de uma forma muito similar à relatada nos evangelhos. Outra descoberta arqueológica relevante, que também data do século I, é um osso do calcanhar de uma pessoa não identificada perfurado por prego descoberto numa cova em Jerusalém, preservado pela Autoridade Israelense para Antiguidades e em exposição no Museu de Israel.

### Narrativas bíblicas

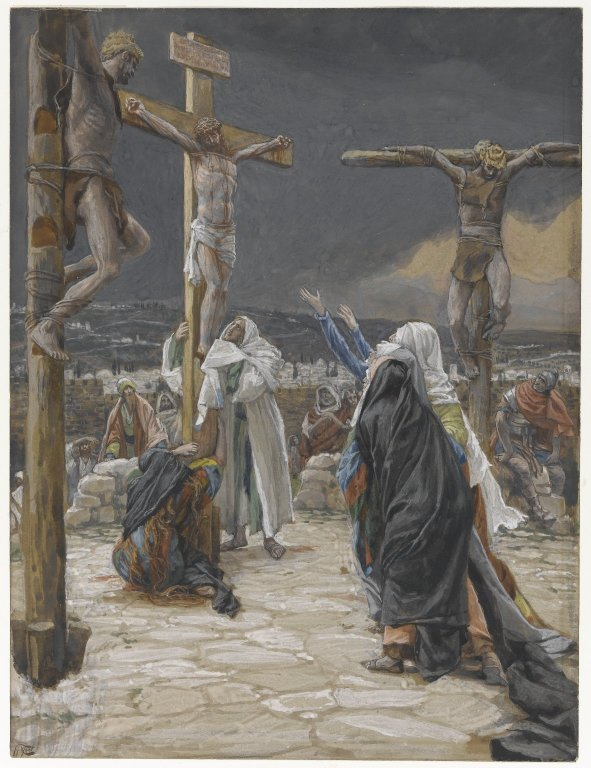
Morte de Jesus.
1886-1894. Por James Tissot, atualmente no Brooklyn Museum, em Nova Iorque

As primeiras narrativas históricas detalhadas sobre a morte de Jesus estão nos quatro evangelhos canônicos (Mateus 27:33–44; Marcos 15:22–32; Lucas 23:33–43; João 19:17–30). Há outras referências implícitas nas epístolas do Novo Testamento. Nos evangelhos sinóticos, Jesus prevê sua morte em três ocasiões diferentes.
De acordo com os quatro evangelhos, Jesus foi levado ao "Lugar com uma caveira" ("Calvário") («e em hebraico Gólgota» (João 19:17)) e crucificado juntamente com dois ladrões, acusado de ser o "Rei dos Judeus" e os soldados dividiram suas roupas entre si antes de curvar sua cabeça e morrer. Após a morte de Jesus, José de Arimateia requisitou o corpo a Pilatos, que ele retirou da cruz e depositou um novo túmulo.
Os três evangelhos sinóticos descrevem ainda Simão Cirineu carregando a cruz, a multidão zombando de Jesus e dos ladrões, escuridão entre as horas sexta e nona, assim como o véu do templo se rasgando de alto a baixo. Eles também mencionam diversas testemunhas, incluindo um centurião e diversas mulheres, que olhavam à distância, duas das quais estavam também presentes durante o sepultamento.
Lucas é o único evangelista a omitir o detalhe da mistura de vinho e bile que foi oferecida para Jesus numa esponja, enquanto que Marcos e João descrevem José de Arimateia retirando o corpo da cruz.
Há diversos detalhes que só são encontrados em um dos relatos. Como exemplo, apenas Mateus menciona um terremoto, os santos ressuscitados que se dirigiram para a cidade e os soldados romanos postados para guardar o túmulo, enquanto Marcos é o único que atesta a hora da crucificação (a hora terça - 9 da manhã) e o relato do centurião sobre a morte de Jesus. As contribuições únicas ao relato de Lucas incluem as palavras de Jesus para as mulheres, a resposta de um ladrão para o outro, a reação da multidão - que "batia no peito" - e as mulheres preparando temperos e unções antes de descansarem no sabbath. Por fim, João é o único que se refere ao pedido para que as pernas dos crucificados fossem quebradas e o evento do soldado perfurando o flanco de Jesus com uma lança (cumprindo uma profecia do Antigo Testamento), assim como sobre a ajuda prestada por Nicodemos a José de Arimateia no sepultamento de Jesus.
De acordo com os evangelhos canônicos, Jesus voltou dos mortos depois de três dias e apareceu para os discípulos em diferentes ocasiões num período de quarenta dias antes de ascender ao céu. O relato nos Atos dos Apóstolos, que diz que Jesus permaneceu com os apóstolos por quarenta dias parece divergir do relato no evangelho de Lucas, que não faz distinção alguma entre o Domingo de Páscoa e o da Ascensão. Porém, a maior parte dos estudiosos bíblicos concordam que Lucas também escreveu os Atos dos Apóstolos como uma sequência ao seu evangelho e que as duas obras devem ser consideradas juntas.
Em Marcos, Jesus é crucificado juntamente com dois ladrões (ou "rebeldes") e o dia escurece por três horas, Jesus chama por Deus, dá um último grito e morre A cortina (ou véu) do Templo se parte em dois. Mateus segue Marcos, adicionando o terremoto e a ressurreição dos santos. Lucas também segue Marcos, mas descreve os "rebeldes" como ladrões comuns, um dos quais defende Jesus que, por sua vez, lhe diz que ambos estarão juntos no paraíso. Lucas também descreve Jesus como impassível frente à crucificação. Por fim, João inclui diversos dos elementos encontrados em Marcos, embora tratados de maneira diferente.

### Outros relatos e referências
Uma das primeiras referências não cristãs à crucificação de Jesus é provavelmente a carta de Mara bar Serapião para o seu filho, escrita em algum momento após 73, mas antes do século III. A carta não contém temas cristãos e supõe-se que o autor fosse pagão. Ela faz referência às retribuições que se seguiram ao tratamento injusto dado a três sábios: Sócrates, Pitágoras e "o sábio rei" dos judeus. Alguns acadêmicos tem poucas dúvidas de que se trata de uma referência à execução do "rei dos judeus" trata da crucificação de Jesus, enquanto outros dão menos valor à carta dada a possível ambiguidade da referência.
Em sua obra "Antiguidades Judaicas" (escrita por volta de 93 d.C.), o historiador judeu Flávio Josefo afirmou que Jesus foi crucificado por Pilatos, escrevendo queː
| “ | Vivia naquele tempo Jesus, um homem sábio, .... Ele atraiu para junto de si muitos judeus e muitos gentios... E quando Pilatos, por sugestão dos principais homens entre nós, condenou-o à cruz... | ” |

A maior parte dos estudiosos modernos concordam que, enquanto esta passagem de Josefo (conhecida como Testimonium Flavianum) inclui algumas interpolações posteriores, ela consistia originalmente de um núcleo autêntico com referência a execução de Jesus por Pilatos. James Dunn afirma que há um "amplo consenso" entre os estudiosos sobre a natureza autêntica da referência à crucificação de Jesus no Testimonium.
No início do século II, outra referência à crucificação de Jesus foi feita por Tácito, geralmente considerado um dos maiores historiadores romanos. Escrevendo em "Os Anais" (c. 116), Tácito descreveu a perseguição aos cristãos sob Nero e afirmou que Pilatos ordenou a execução de Jesusː
| “ | Nero reprimiu sua culpa e infligiu as mais requintadas torturas numa classe detestada por suas abominações, chamados de cristãos pela população. Christus, de quem se origina o nome, sofreu a pena capital durante o reinado de Tibério pelas mãos de um de nossos procuradores, Pôncio Pilatos. | ” |

Os estudiosos geralmente consideram a referência de Tácito à execução de Jesus por Pilatos como sendo genuína e de valor histórico como uma fonte romana independente. Eddy e Boyd afirmam que atualmente está "firmemente estabelecido" que Tácito é uma confirmação não cristã da crucificação de Jesus.
Outra possível referência à crucificação ("pendurados", como em Lucas 23:39 e Gálatas 3:13) pode ser encontrada no Talmude babilônio:
| “ | Na véspera da Páscoa, Yeshu foi pendurado. Por quarenta dias antes da execução, um mensageiro apareceu e exclamou: 'Ele seguirá sendo apedrejado pois ele praticou a bruxaria e e levou Israel para a apostasia. Quem puder dizer algo em sua defesa, que se apresente e o defenda'. Como desde então ninguém se apresentou em sua defesa, ele foi pendurado na véspera da Páscoa! | ” |
|   | — Sinédrio 43a, Talmude babilônio (ed. Soncino). |   |

Ainda que a questão da equivalência de identidades entre Yeshu e Jesus tenha sido debatida, muitos historiadores concordam que a passagem acima é provavelmente sobre Jesus.
Ao contrário da imensa maioria dos acadêmicos bíblicos, os muçulmanos defendem que Jesus não foi crucificado e nem morto de outra forma. Eles defendem esta crença com base em várias interpretações do Corão (4:157–158), que afirma: "E por dizerem: Matamos o Messias, Jesus, filho de Maria, o Mensageiro de Deus, embora não sendo, na realidade, certo que o mataram, nem o crucificaram, senão que isso lhes foi simulado. E aqueles que discordam, quanto a isso, estão na dúvida, porque não possuem conhecimento algum, abstraindo-se tão-somente em conjecturas; porém, o fato é que não o mataram. Outrossim, Deus fê-lo ascender até Ele, porque é Poderoso, Prudentíssimo".
Algumas das primeiras seitas cristãs gnósticas, acreditando que Jesus não tinha uma substância física (uma tese conhecida como docetismo), negavam que ele tivesse sido crucificado. Como resposta a elas, Inácio de Antioquia insistiu que Jesus nasceu verdadeiramente e foi verdadeiramente crucificado e escreveu que os que defendiam que Jesus apenas pareceu sofrer apenas pareciam ser cristãos.

## Data, local e pessoas presentes

### Cronologia da crucificação

#### Ano da crucificação
Embora não haja consenso sobre a data exata da crucificação, os estudiosos geralmente concordam que ela ocorreu numa sexta-feira de ou próxima da Páscoa judaica (15 de Nisan), durante o governo de Pôncio Pilatos (r. 26-36). Como o calendário hebreu era utilizado no tempo de Jesus e ele incluía a determinação dada de uma nova fase da lua e do amadurecimento da colheita da cevada, o dia - e mesmo o mês - exato da Páscoa judaica num determinado ano é tema de muita especulação. Várias abordagens já foram utilizadas para estimar o ano da crucificação, inclusive o uso dos evangelhos canônicos, a cronologia da vida de Paulo de Tarso, assim como diferentes modelos astronômicos (veja Cronologia de Jesus). Estas estimativas para o ano da crucificação resultaram numa faixa entre 30 e 36 d.C. Uma data frequentemente sugerida é sexta-feira, 3 de abril de 33.

#### Dia da semana e hora
O consenso entre os estudiosos modernos é de que os relatos do Novo Testamento representam a crucificação ocorrendo numa sexta-feira, mas datas de quinta ou quarta já foram propostas. Alguns deles propuseram a data de quinta baseadas num "duplo sabbath" causado por um sabbath de Páscoa adicional caindo entre o pôr-do-sol de uma quinta e a tarde de uma sexta à frente do sabbath semanal de costume. Outros argumentaram que Jesus foi crucificado numa quarta e não numa sexta, com base na menção de "três dias e três noites" em Mateus 12:40 antes de sua ressurreição, celebrada no domingo, ao que foram contestados por acadêmicos explicando que esta tese ignora o idioma judaico, no qual um "dia e noite" pode se referir a qualquer parte de um período de 24 horas, que a expressão em Mateus é idiomática e não uma afirmação de que Jesus teria passado 72 horas no túmulo e que muitas referências à ressurreição no terceiro dia não requerem literalmente três noites.
Em Marcos 15:25, afirma-se que a crucificação ocorreu na hora terceira (9 da manhã) e que a morte de Jesus ocorreu na hora nona (3 da tarde). Porém, em João 19:14, Jesus ainda está perante Pilatos na hora sexta. Os acadêmicos já apresentaram diversos argumentos para tratar desta aparente contradição, alguns sugerindo uma reconciliação, por exemplo baseando-se na tese da utilização do sistema horário romano em João, mas não em Marcos, argumento rejeitado por outros. Diversos estudiosos notáveis argumentaram que a precisão moderna na marcação dos horários durante o dia não deve ser projetada nos relatos evangélicos, escritos numa época quando não havia a padronização dos mecanismos de contagem de tempo e nem um registro exato das horas e minutos estava disponível. Geralmente o horário era aproximado para a o período de três horas mais próximo.

### Caminho para a crucificação
Os três evangelhos sinóticos fazem referência a um homem chamado Simão Cirineu, que foi obrigado a carregar a cruz, enquanto que, no Evangelho de João, diz-se que Jesus "suportou" sua própria cruz (João 19:17).
O Evangelho de Lucas também descreve uma interação entre Jesus e as mulheres que estavam na multidão de lamentadores que o seguia, citando Jesus dizendo: «Filhas de Jerusalém, não choreis por mim; mas chorai por vós mesmas e por vossos filhos, porque dias virão, em que se dirá: 'Bem-aventuradas as estéreis, os ventres que nunca geraram e os peitos que nunca amamentaram.' Então começarão a dizer aos montes: 'Cai sobre nós', e aos outeiros: 'Cobri-nos', porque se isto se faz no lenho verde, que se fará no seco?» (Lucas 23:28–31).
Tradicionalmente, o caminho que Jesus tomou é chamado de Via Dolorosa (latim para "Caminho Doloroso")[carece de fontes?] e é uma rua na Cidade Velha de Jerusalém. O percurso está marcado por nove das quatorze "Estações da Cruz"[carece de fontes?] e passa pela Igreja Ecce Homo. As demais cinco estações estão localizadas dentro da Igreja do Santo Sepulcro.[carece de fontes?]
Não há referências à lendária Santa Verônica nos evangelhos, mas fontes como a Acta Sanctorum descrevem-na como uma mulher piedosa de Jerusalém que, por pena de Jesus que carregava sua cruz até o Gólgota, deu-lhe seu véu para que ele limpasse a testa e o rosto.

### Local da crucificação
A localização precisa da crucificação permanece tema de muitas conjecturas, mas os relatos bíblicos indicam que ela ocorreu fora dos muros da cidade, num local acessível aos que passavam e passível de ser observado a distância. Eusébio de Cesareia identificou sua localização como sendo ao norte do Monte Sião, local consistente com os dois locais mais citados em tempos modernos.
Calvário é uma palavra que deriva da palavra latina para "caveira" (calvaria), que é utilizada na tradução Vulgata como "local da caveira", a explicação dada nos quatro evangelhos para a palavra aramaico Gûlgaltâ, que era o nome do local da crucificação. Os evangelhos não explicam por que ele era chamado assim, mas diversas teorias já foram propostas. Uma é de que, como o local se prestava às execuções públicas, o Calvário poderia estar repleto de caveiras de vítimas abandonadas (o que seria contrário às tradições funerárias judaicas, mas não às romanas). Outra é de que o Calvário foi chamado assim por causa de um cemitério próximo (o que é consistente com ambos os locais propostos em tempos modernos). Uma terceira teoria é de que o nome deriva do contorno físico do local, o que seria mais consistente com o uso da palavra no singular, ou seja, "local da caveira". Mesmo sendo geralmente chamado de "Monte do Calvário", o local era provavelmente uma pequena colina ou um formação rochosa.
O local tradicional, localizado dentro da atual Igreja do Santo Sepulcro no Bairro Cristão da Cidade Velha, foi atestado já no século IV. Um segundo local (geralmente chamado de "Calvário de Gordon"), localizado mais ao norte da Cidade Velha, perto de um local popularmente chamado de Túmulo no Jardim, tem sido alardeado como o local correto desde o século XIX, principalmente pelos protestantes.[carece de fontes?]

### Pessoas presentes na crucificação
Mateus 27:1–66 apresenta diversos indivíduos presentes na crucificação. Dois "rebeldes" ou "ladrões" foram crucificados juntamente com Jesus, um à direita e outro à esquerda (v. 38). Há ainda o centurião, que segundo um relato posterior se chamava Petrônio, e outros soldados guardando todos os crucificados (v. 54). Além disso, observando à distância, estavam "muitas mulheres", seguidoras de Jesus durante o seu ministério (v. 55), principalmente "Maria Madalena, Maria, mãe de Tiago e de José e a mulher de Zebedeu" (v. 56).
Lucas 23:28–31 afirma que, no caminho do Calvário, Jesus falou com diversas mulheres que estavam na multidão, chamando-as de "filhas de Jerusalém". Estudiosos bíblicos já apresentaram diversas teorias sobre a identidade delas e também das que estavam presentes na crucificação, incluindo entre elas Maria, mãe de Jesus, e Maria Madalena.
Lucas não menciona que a mãe de Jesus estava presente durante a crucificação, porém João 19:26–27 relata a sua presença e afirma que, na cruz, "Jesus, vendo a sua mãe e perto dela o discípulo a quem ele amava, disse a sua mãe: Mulher, eis aí teu filho!".
O evangelho de João também coloca outras mulheres (as Três Marias) ao pé da cruz, afirmando que "Perto da cruz de Jesus estavam sua mãe, e a irmã de sua mãe, Maria, mulher de Cléopas, e Maria Madalena." É incerto se o evangelho de João se refere no total a três ou quatro mulheres na cruz. Referências às mulheres também aparecem em Mateus 27:56 e Marcos 15:40 (que também menciona Salomé). Comparando as referências, todos parecem incluir Maria Madalena.
O evangelho de Marcos afirma que soldados romanos também estavam presentes na crucificação: «O centurião, que estava em frente de Jesus, vendo-o assim expirar, disse: Verdadeiramente este homem era Filho de Deus.» (Marcos 15:39)

## Método e forma da crucificação
Como o Novo Testamento não fornece detalhe exatos sobre o processo da crucificação de Jesus, vários elementos do método empregado tem sido tema de debates.

### Formato do cadafalso
Ainda que a maior parte dos cristãos acredite que o cadafalso no qual Jesus foi executado seja a tradicional cruz de duas traves, existe um debate sobre o ponto de vista defendido por alguns de que uma estaca simples teria sido utilizada. As palavras gregas e latinas utilizadas nos primeiros escritos cristãos são ambíguas. Os termos em grego koiné utilizados no Novo Testamento são stauros (σταυρός) e xylon (ξύλον). Esta última significa "madeira" (uma árvore viva, lenha ou um objeto construído de madeira); nas formas antigas do grego, o primeiro termo significava uma estaca vertical ou um poste, mas em grego koiné ele também é utilizado para descrever a cruz. A palavra latina crux também foi aplicada a objetos que não são cruzes.
Porém, os primeiros escritores cristãos que trataram do formato do cadafalso no qual Jesus morreu invariavelmente o descrevem como tendo uma trave horizontal. Por exemplo, na Epístola de Barnabé, que é certamente anterior a 135 e que pode ser do século I, a época em que relatos evangélicos sobre a morte de Jesus foram escritos, o cadafalso foi descrito como similar à letra "T" (a letra grega tau) e à posição assumida por Moisés em Êxodo 17:11–12. Justino Mártir (100-165) explicitamente afirma que a cruz de Cristo era formada por duas traves: "Aquele cordeiro que se comandou que fosse inteiramente assado era um símbolo do sofrimento na cruz que Cristo iria suportar. Para o cordeiro que é assado, é assado e recebe acompanhamentos na forma da cruz. Pois uma vara é transfixada através das partes baixas até a cabeça e outra pelas costas, no qual são presas as pernas do cordeiro". Irineu de Lyon, que morreu no final do século II, fala da cruz como tendo "cinco extremidades, duas no comprimento, duas na largura e uma no meio, na qual está a pessoa que foi ali presa por pregos".

### Pregos
A assunção de que foi utilizada uma cruz com duas traves para crucificar Jesus não determina o número de pregos, também chamados de cravos, utilizado e algumas teorias sugerem três enquanto outras sugerem quatro. Porém, por toda a história, um grande número de pregos foram propostos, números tão altos quanto 14 já foram propostos. Estas variações também aparecem nas representações artísticas da crucificação. Na Igreja Ocidental, antes do Renascimento, geralmente quatro pregos apareciam, com os pés colocados um ao lado do outro. Após, a maior parte traz apenas três pregos, com um pé colocado sobre o outro. Os pregos quase sempre são representados na arte, embora os romanos por vezes apenas amarrassem as vítimas nas cruz. A tradição também influenciou emblemas cristãos, como no caso dos jesuítas, em cujo monograma estão três pregos e a cruz.
O local onde os pregos foram batidos, se nas mãos ou nos pulsos, também é incerto. Algumas teorias sugerem que a palavra grega cheir (χειρ) para mão inclui o pulso e que os romanos geralmente eram treinados para passar os pregos pelo espaço de Destot (entre os ossos capitato e semilunar) sem fraturar nenhum osso. Outra teoria sugere que a palavra grega para mão também incluía o braço e que os pregos foram batidos perto do rádio e da ulna no braço. Cordas podem ter sido utilizadas para amarrar as mãos além do uso dos pregos.

### Plataforma de apoio
Outro assunto discutido tem sido o uso de um hypopodium como uma plataforma de apoio para os pés, dado que as mãos podem não ter sido capazes de suportar o peso. No século XVII, Rasmus Bartholin considerou diversos cenários analíticos sobre o tema. No século XX, o patologista forense Frederick Zugibe realizou diversos experimentos de crucificação se valendo de cordas para pendurar pessoas em vários ângulos e posições de mãos. Seus experimentos apoiam uma suspensão em ângulo, uma cruz de duas traves e, talvez, uma forma de apoio para os pés, dado que uma suspensão na forma Aufbinden a partir de uma estaca única (como utilizada pelos nazistas no campo de concentração de Dachau durante a Segunda Guerra), a morte ocorre rapidamente.

## As últimas palavras de Jesus
Os evangelistas registraram sete frases ditas por Jesus enquanto estava na cruz:
1. «Pai, perdoa-lhes; pois não sabem o que fazem.» (Lucas 23:34) - imediatamente ao ser crucificado.
2. «Em verdade te digo que hoje, estarás comigo no Paraíso» (Lucas 23:43) - respondendo ao "bom ladrão".
3. «Mulher, eis aí teu filho! Filho, eis aí tua mãe!» (João 19:24–27) - ao entregar Maria, sua mãe, aos cuidados de João.
4. «Eli, Eli, lamá sabactâni? que quer dizer, Deus meu, Deus meu, por que me desamparaste?» (Mateus 27:46); também em «Eloí, Eloí, lamá sabactâni? que quer dizer, Deus meu, Deus meu, por que me desamparaste?» (Marcos 15:34) - imediatamente antes de morrer.
5. «Tenho sede.» (João 19:28) - "para se cumprir a Escritura".
6. «Está consumado.» (João 19:30) - após beber o vinagre e imediatamente antes de morrer.
7. «Pai, nas tuas mãos entrego o meu espírito.» (Lucas 23:46) - imediatamente antes de morrer.

Todas as frases são exclamações curtas. Veja abaixo sobre como, em face à asfixia por exaustão, obter ar suficiente para falar numa cruz pode ser uma tarefa muito dolorosa e cansativa para a vítima.
As últimas palavras de Jesus têm sido o tema de uma diversidade de ensinamentos e sermões cristãos e diversos autores escreveram obras especificamente dedicadas a elas. Porém, como as últimas palavras diferem entre os quatro evangelhos, James Dunn demonstrou dúvidas em relação à sua historicidade.

## Fenômenos durante a crucificação
Marcos menciona uma escuridão durante o dia quando Jesus foi crucificado e o véu do Templo se rasgou em dois quando Jesus morreu. Mateus segue Marcos, adicionando um terremoto e a ressurreição dos santos. Lucas também segue Marcos. Em João, não há referência a estes sinais milagrosos, com exceção da própria ressurreição.

### Escuridão e eclipse

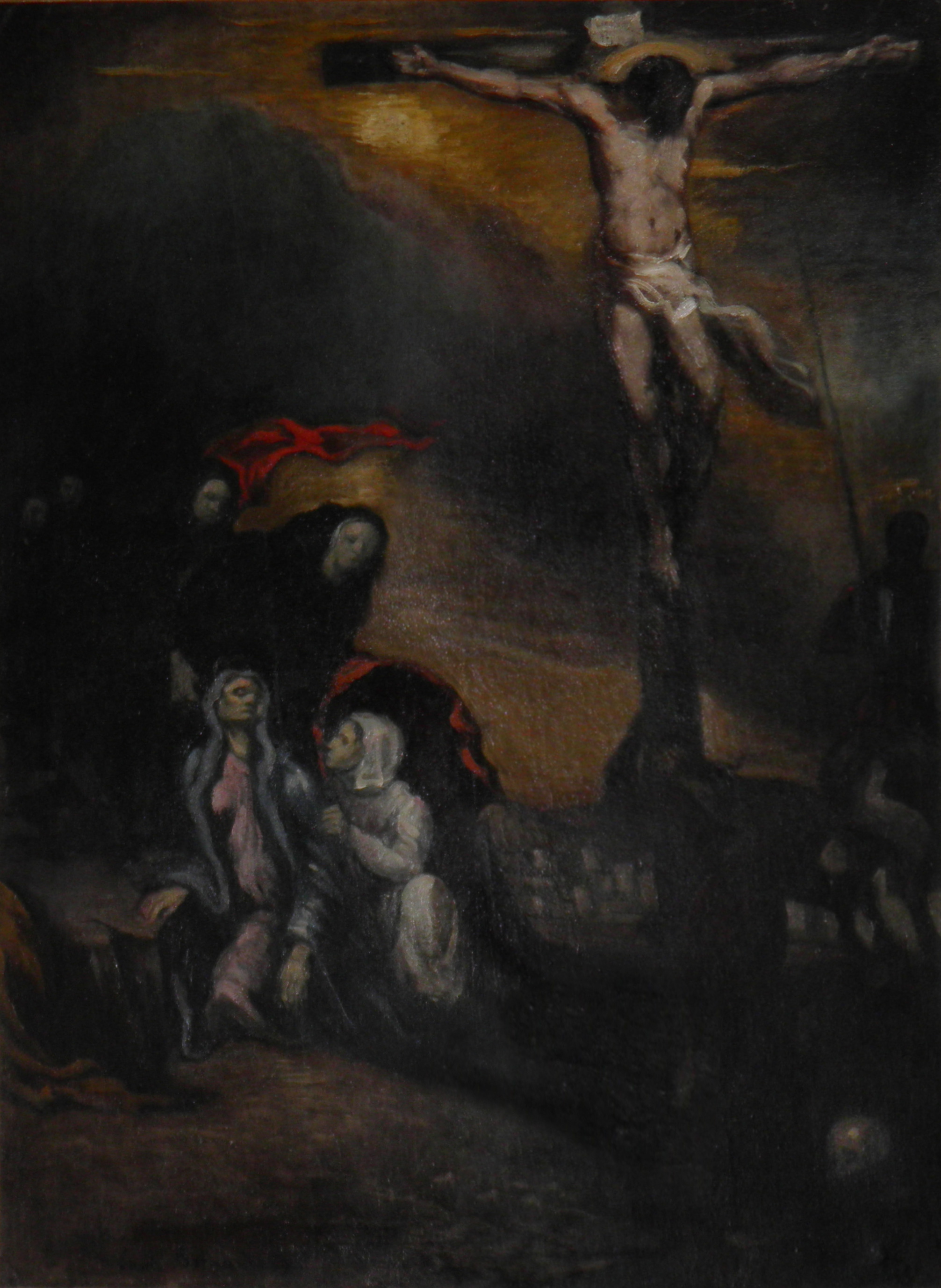
Escuridão durante a crucificação.
1896. Por Emile Bernard.

Na narrativa dos evangelhos sinóticos, enquanto Jesus estava preso na cruz, o céu se "escureceu" por três horas, da hora sexta até a nona (do meio-dia às três da tarde). Tanto o orador romano Júlio Africano e o teólogo cristão Orígenes se referem ao historiador grego Flégon como tendo escrito "a respeito do eclipse durante o tempo de Tibério, em cujo reinado Jesus parece ter sido crucificado, e aos grandes terremotos que ocorreram".
Júlio Africano se refere ainda às obras do historiador Thallus ao negar a possibilidade de um eclipse solar: "Esta escuridão que Thallus, no terceiro livro de sua "História", chama, para mim sem razão, de um eclipse solar. Pois os hebreus celebram a Páscoa no décimo-quarto dia de acordo com a lua e a Paixão de nosso Salvador cai no dia anterior à Páscoa; mas um eclipse do sol ocorre apenas quando a lua entra na frente do sol". Uma eclipse solar ocorrendo juntamente com uma lua cheia é uma impossibilidade científica. O apologista cristão Tertuliano escreveu "Na mesma hora, também, a luz do dia foi retirada, quando o sol, na mesma hora, estava no seu fulgor meridiano. Os que não sabem que isto foi previsto sobre Cristo, sem dúvida acreditam que se tratou de um eclipse. Vocês próprios tem um relato do augúrio mundial em vossos arquivos". A escuridão foi reportada em lugares tão distantes quanto Heliópolis e, aparentemente, a ocorrência sobrenatural também foi citada por São Paulo ao converter Dionísio ao cristianismo.
Humphreys e Waddington, da Universidade de Oxford, reconstruíram os cenários para um eclipse lunar naquele dia. Eles concluíram que:
| “ | Este eclipse foi visível a partir de Jerusalém a partir da aparição da Lua.... visível primeiro em Jerusalém por volta de 6:20 da tarde (o início do sabbath judaico e também o início da Páscoa judaica em 33 d.C.) com aproximadamente 20% do seu disco na umbra da sombra da terra... O eclipse terminou trinta minutos depois, por volta de 6:50. | ” |

Estes autores notaram que a referência do apóstolo Pedro a uma "lua de sangue" em Atos 2:20 (um termo comumente utilizado para um eclipse lunar por causa da cor avermelhada da luz refratada na Lua através da atmosfera terrestre) pode ser uma referência a este eclipse. Deve-se ter em mente, porém, que, no versículo anterior da mesma passagem, São Pedro explicitamente menciona que "O Sol se converterá em trevas", o que sugeriria um eclipse solar em conjunção com um outro lunar.

### O véu do Templo, terremoto e a ressurreição dos santos
Os evangelhos sinóticos afirmam que o véu do templo se rasgou de cima a baixo. De acordo com Josefo, a cortina do templo de Herodes teria quase sessenta metros de comprimento, com 4 milímetros de espessura. De acordo com Hebreus 9:1–10, esta cortina representava a separação entre os homens e Deus, além da qual somente o sumo-sacerdote poderia passar e, mesmo assim, somente uma vez por ano para adentrar-se na presença de Deus e se redimir dos pecados de Israel (capítulo 16 do Levítico).
O evangelho de Mateus afirma que houve também terremotos, partindo rochas e abrindo os túmulos dos santos (que posteriormente ressuscitaram após a ressurreição de Jesus). Estes santos ressuscitados foram para a cidade sagrada e apareceram para diversas pessoas, mas o seu destino jamais foi elaborado.

## Significados teológicos

### Cristologia da crucificação
Os relatos sobre a crucificação e a subsequente ressurreição de Jesus fornecem um rico contexto para a análise cristológica, dos evangelhos canônicos até as epístolas paulinas.
Na cristologia agente joanina, a submissão de Jesus à crucificação é um sacrifício feito como um "agente de Deus" ou "servo de Deus", em prol de uma eventual vitória. Este argumento elabora sobre o tema salvífico do evangelho de João, que começa em João 1:29 com a proclamação de João Batista: "Eis o Cordeiro de Deus, que tira o pecado do mundo!".
Um elemento central na cristologia apresentada nos Atos dos Apóstolos é a afirmação na crença de que a morte de Jesus na cruz aconteceu "com Deus sabendo com antecedência e de acordo com um plano definido". Neste ponto de vista, como em Atos 2:23, a cruz não é vista como um escândalo, pois a crucificação de Jesus "pelas mãos dos sem lei" é vista como sendo o cumprimento do plano de Deus.
A cristologia de Paulo tem um foco específico na morte e ressurreição de Jesus. Para ele, a crucificação está diretamente relacionada à sua ressurreição e o termo "a cruz de Cristo" utilizado em Gálatas 6:12 pode ser visto como uma abreviação da mensagem dos evangelhos. Para Paulo, a crucificação de Jesus não foi um evento isolado na história, mas um evento cósmico com importantes consequências escatológicas, como em I Coríntios 2:8. Sob o ponto de vista paulino, Jesus, obediente até a morte (Filipenses 2:8) morreu "na hora certa" (Romanos 4:25) cumprindo plano de Deus. Para Paulo, o "poder da cruz" não se separa da ressurreição de Jesus.
Porém, a crença na natureza redentora da morte de Jesus é anterior às epístolas paulinas e remonta aos primeiros dias do cristianismo e à igreja de Jerusalém. A afirmação do credo de Niceia de que "ele foi crucificado pelo nosso bem" é um reflexo da formalização desta crença fundamental no século IV.
João Calvino apoiava a cristologia do "agente de Deus" e defendeu que, em seu julgamento na corte de Pilatos, Jesus poderia ter argumentado com sucesso por sua inocência, mas, ao invés disso, se submeteu à crucificação em obediência ao Pai. Este tema cristológico continuou até o século XX, tanto na Igreja Oriental quanto na Ocidental. Na Oriental, Sergei Bulgakov argumentou que a crucificação de Jesus foi "pré-eternamente" determinada pelo Pai, antes da criação do mundo, para redimir a humanidade pela desgraça causada pela queda de Adão. Na Igreja Ocidental, Karl Rahner elaborou sobre a analogia de que o sangue do Cordeiro de Deus (e a água que verteu da chaga no flanco de Jesus) derramado durante a crucificação tinham uma natureza purificadora, similar à da água batismal.

### Expiação
A morte e a ressurreição de Jesus suportam uma variedade de interpretações teológicas sobre como a salvação é concedida à humanidade. Estas interpretações variam muito principalmente em quanta ênfase elas dão à morte de Jesus em comparação com suas palavras. De acordo com visão da expiação substitucionária, a morte de Jesus é de importância central e Jesus conscientemente se sacrificou como um ato de perfeita obediência como um sacrifício de amor que agradou a Deus. Em contraste, a teoria da expiação por influência moral foca muito mais no conteúdo moral dos ensinamentos de Jesus e vê a sua morte como um martírio. Desde a Idade Média há um conflito entre estes dois pontos de vista na Igreja Ocidental. Os protestantes evangélicos tipicamente defendem uma visão substitucional e, em particular, defendem a teoria da substituição penal. Os protestantes históricos (não evangélicos, reformados ou pentecostais) tipicamente rejeitam a expiação substitucional e defendem a teoria da influência moral. Ambas as visões são populares na Igreja Católica, com a doutrina da satisfação incorporada na ideia de penitência.
Na tradição católica, esta visão da expiação é balanceada pela obrigação dos católicos romanos de realizarem os atos de reparação a Jesus Cristo, que, na encíclica Miserentissimus Redemptor do papa Pio XI, foram definidos como "alguma forma de compensação a ser prestada pelo prejuízo", referindo-se aos sofrimentos de Jesus. O papa João Paulo II se referiu a estes atos de reparação como  os "incessantes esforços para permanecer junto às infinitas cruzes nas quais o Filho de Deus continua a ser crucificado".
Entre os cristãos ortodoxos, outro ponto de vista comum é o do Christus Victor, que defende que Jesus foi enviado por Deus para derrotar a morte e Satã. Por conta de sua perfeição, Jesus derrotou ambos e emergiu vitorioso. Portanto, a humanidade não está mais presa ao pecado e está agora libre para se reunir com Deus na fé em Jesus.

## Aspectos médicos da crucificação

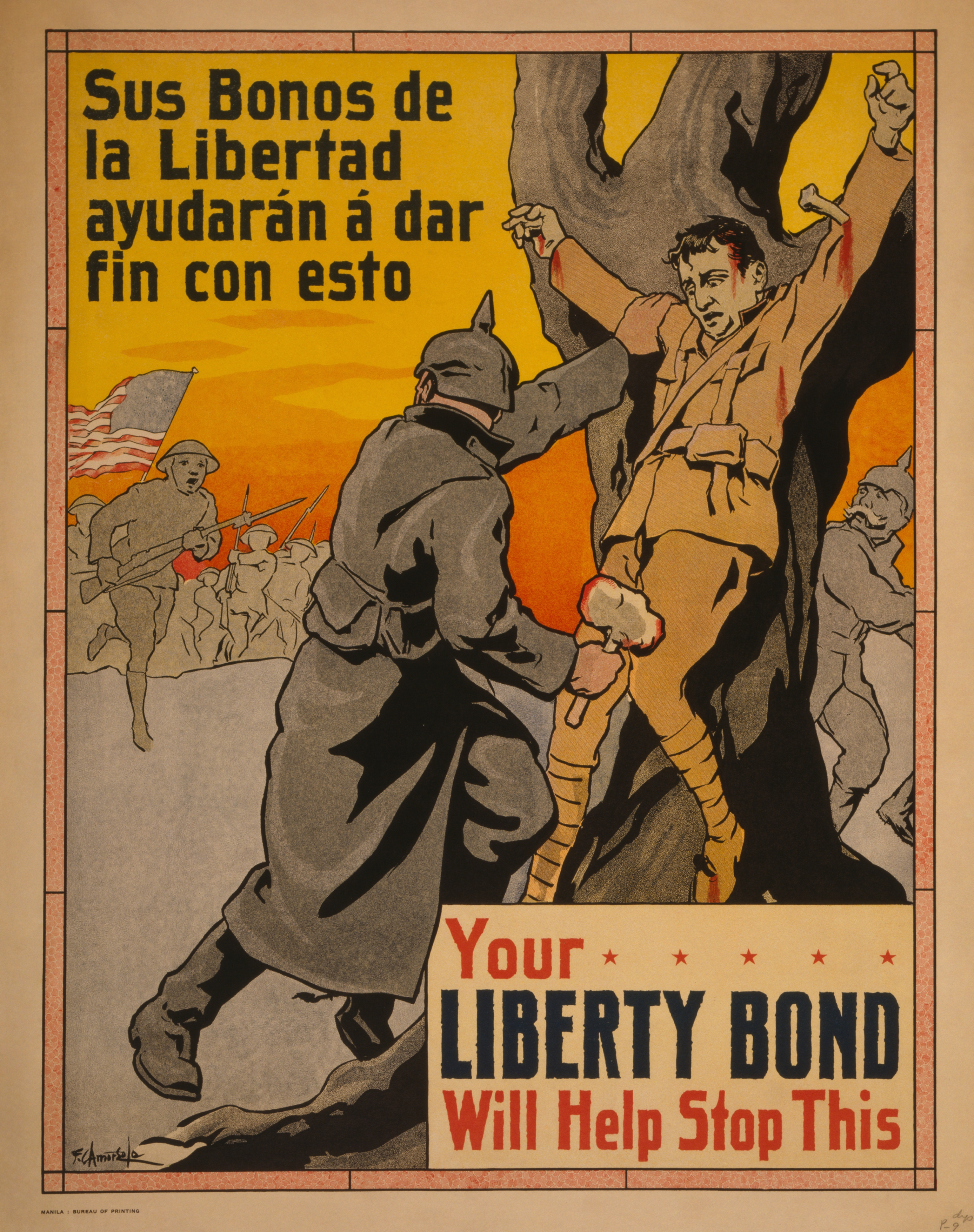
Cartaz da Segunda Guerra mostrando um soldado alemão pregando um americano numa árvore.

Diversas teorias já tentaram explicar as circunstâncias da morte de Jesus na cruz através do conhecimento médico dos séculos XIX e XX, propostas por todo tipo de profissionais: médicos, historiadores e até mesmo místicos.
A maior parte das teorias propostas por médicos formados (com especialidades variando da medicina forense até a oftalmologia) concluíram que Jesus suportou um sofrimento enorme e muita dor na cruz antes de sua morte. Em 2006, o clínico geral John Scotson revisou quarenta publicações sobre a causa da morte de Jesus e as teorias variavam de ruptura cardíaca a embolismo pulmonar.
Já em 1847, baseando-se em João 19:34, o médico William Stroud propôs a "teoria da ruptura cardíaca" como causa mortis de Jesus e ela influenciou diversas pessoas depois. A "teoria da asfixia" tem sido objeto de diversos experimentos que simulam a crucificação em voluntários saudáveis e muitos médicos concordam que ela causa uma profunda disrupção na capacidade respiratória da vítima. Um efeito colateral da asfixia por exaustão é que a vítima da crucificação sente gradualmente mais e mais dificuldade para conseguir fôlego suficiente para falar, o que foi apresentado como uma possível explicação para os relatos de que as últimas palavras de Jesus seriam nada mais do que curtas exclamações.
A "teoria do colapso cardiovascular" é a explicação moderna prevalente e sugere que Jesus morreu por causa de um choque profundo. De acordo com esta teoria, a flagelação, as surras e finalmente sua fixação na cruz com pregos deixaram Jesus desidratado, fraco e criticamente enfermo, um cenário ideal para a instalação de um conjunto complexo e inter-relacionado de outros efeitos funestos: além da desidratação, intenso trauma físico e dano aos tecidos (especialmente por causa da flagelação), respiração inadequada e um esforço físico extenuante. Estes efeitos levaram finalmente ao colapso cardiovascular.
Em seu livro de 1944, "Poema do Homem-Deus", a escritora e mística italiana Maria Valtorta (que não tinha formação médica) forneceu diversos relatos detalhados sobre a morte de Jesus que apoiam a tese do colapso cardiovascular, agravado por uma asfixia parcial, e ela escreveu que o relato lhe fora ditado pelo próprio Jesus numa visão. O endocrinologista Nicholas Pende expressou sua concordância com o relato de Valtorta e se surpreendeu com o nível de detalhes com que ela descreveu os espasmos de Jesus na cruz.
Escrevendo no Journal of the American Medical Association ("Jornal da Associação Médica Americana"), o médico William Edwards e seus colegas defenderam uma combinação das teorias do colapso cardiovascular (via choque hipovolêmico) e da asfixia por exaustão, assumindo que o fluxo de "água" que verteu do ferimento no flanco de Jesus descrito em João 19:34 seria o Líquido pericárdico. Alguns apologistas cristãos parecem favorecer esta teoria e defendem que esta anomalia médica seria um fato que o evangelista seria tentado a deixar de fora em seu relato caso seu interesse não fosse um registro fidedigno.
Em seu livro "A Crucificação de Jesus", o médico e patologista Frederick Zugibe apresenta um conjunto de teorias que tentam explicar a colocação dos pregos, as dores e a morte de Jesus em grande nível de detalhe. Zugibe realizou diversos experimentos ao longo de vários anos para testar suas teorias quando ele era médico. Entre eles, experimentos nos quais os voluntários com pesos específicos eram pendurados em ângulos determinados e o peso suportado em cada mão era medido, variando-se a existência de um suporte para os pés. A conclusão foi de que tanto o peso quanto a dor correspondente seria significativa.

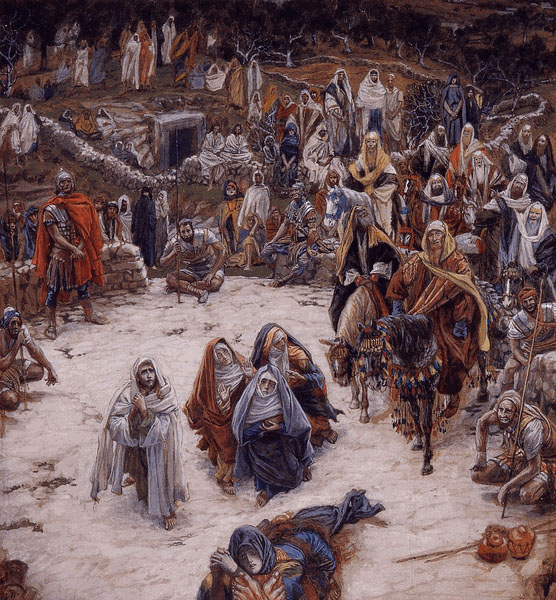
Crucificação vista a partir da cruz.
1886-1894. Por James Tissot, atualmente no Brooklyn Museum, em Nova Iorque.

Pierre Barbet, um médico francês e cirurgião-chefe no Hospital de São José em Paris também apresentou teorias detalhadas sobre a morte de Jesus. Ele lançou a hipótese de que Jesus teria que relaxar seus músculos para conseguir fôlego suficiente para dizer suas palavras finais por conta da asfixia por exaustão. Outra hipótese proposta por ele foi que uma pessoa crucificada teria que se utilizar de seus pés, perfurados por pregos, para conseguir erguer seu corpo o suficiente para conseguir fôlego para falar. Algumas das teorias de Barbet, como a localização dos pregos, são disputadas por Zugibe.
O oftalmologista e pastor C. Truman Davis também publicou um visão médica da crucificação, concordando com Barbet, mas sua análise é bem menos detalhada que a de Zugibe.
O cirurgião ortopédico Keith Maxwell não apenas analisou os aspectos médicos da crucificação como também analisou a forma como Jesus carregou a cruz por toda a Via Dolorosa.
Num artigo para Catholic Medical Association ("Associação Médica Católica"), Phillip Bishop e o fisiologista Brian Church sugeriram uma nova teoria baseada no trauma de suspensão.
Em 2003, os historiadores F. P. Retief e L. Cilliers revisaram a história a patologia da crucificação como realizada pelos romanos e sugeriram que a causa da morte geralmente era uma combinação de fatores. Eles também afirmaram que os soldados romanos de guarda eram proibidos de deixar o local enquanto o condenado não estivesse morto.

## Arte, simbolismo e devoções
Desde a crucificação de Jesus, a cruz se tornou um elemento chave no simbolismo cristão assim como cena da crucificação, na arte cristã, dando origem a diversos temas artísticos específicos como o Ecce Homo, o Erguimento da Cruz, a Deposição da Cruz e o Sepultamento de Jesus.
A obra "Crucificação vista a partir da cruz", de James Tissot, apresentou uma nova abordagem no final do século XIX, na qual a cena da crucificação foi retratada a partir da perspectiva de Jesus.
O simbolismo da cruz, que hoje é um dos símbolos cristãos mais reconhecidos, foi utilizado desde o cristianismo primitivo. Justino Mártir, que viveu em 165, a descreve de uma forma que deixa implícito o uso já naquela época como símbolo, embora o crucifixo só tenha aparecido mais tarde. Mestres como Caravaggio, Rubens e Ticiano pintaram a cena da crucificação em suas obras.
Devoções baseadas no processo da crucificação e nos sofrimentos de Jesus são observadas por diversos cristãos. As "Estações da Cruz" seguem um número de estágios baseados nos passos seguidos por Jesus até a sua crucificação, enquanto que o Rosário das Santas Chagas é utilizado para meditar sobre as chagas de Jesus como parte da crucificação.
A presença de Maria aos pés da cruz em João 19:26–27 tem sido, por si só, tema da arte mariana e um bem conhecido símbolo católico, como é caso da Medalha Milagrosa e do brasão de João Paulo II, que traz a cruz mariana. E diversas devoções marianas também envolvem a presença de Maria no Calvário. O papa João Paulo II afirmou que "Maria estava unida com Jesus na cruz". Obras de arte muito conhecidas de mestres como Rafael (por ex. a Crucificação Mond) e Caravaggio (por ex. o seu Sepultamento de Cristo) retratam Maria como parte da cena da crucificação.